# اتوره بوگاتی
اِتوره آرکو ایسیدورو بوگاتی (به ایتالیایی: Ettore Arco Isidoro Bugatti) (زاده ۱۵ سپتامبر ۱۸۸۱ - درگذشته ۲۱ اوت ۱۹۴۷) طراح و سازنده خودرو ایتالیایی تبارِ فرانسوی و بنیان‌گذار و مالک شرکت خودروسازی بوگاتی بود.

## خانواده
اتوره بوگاتی در خانواده‌ای بسیار ثروتمند بدنیا امد و خانواده اتوره علاقه زیادی به هنر داشتند،اصالت آن‌ها شهر میلان ایتالیا بود. اتوره بوگاتی پسر بزرگ کارلو بوگاتی (۱۸۵۶–۱۹۴۰) طراح جواهر و اسباب منزل به سبک هنر نو بود. مادر اتوره، ترزا لوریولی نام داشت. برادر کوچکتر اتوره. رمبرانت بوگاتی (۱۸۸۴–۱۹۱۶) مجمسه‌سازی مشهور بود که در ساختن تندیس جانوران متخصص بود. عمه اتوره لوئیجیا بوگاتی همسر نقاش ایتالیایی، جیووانی سگانتینی بود. پدر بزرگ پدری اتوره، جیووانی لوئیجی بوگاتی نیز معمار و مجسمه‌ساز بود.

## خودروسازی
اتوره بوگاتی کارخانه خودروسازی فرانسوی بوگاتی را در سال ۱۹۰۹ میلادی در شهر آلمانی‌نشین مولشایم واقع در استان آلزاس در شمال شرقی فرانسه تأسیس کرد. خودروهای بوگاتی از لحاظ زیبایی ظاهری و موفقیت‌ها در مسابقات اتومبیل رانی مشهور بودند.